# Stade Baltika
Le Baltika Stadium (en russe : Балтика стадион), est un stade de football situé à Kaliningrad en Russie. Il accueillait les rencontres à domicile du FK Baltika Kaliningrad. 
Avec la Coupe du monde de football de 2018 organisée en Russie, il a été remplacé par une nouvelle enceinte de 45 015 places.

## Histoire
Le stade était à l'origine au sein de Königsberg en Allemagne. Sa création est due au philanthrope Walter Simon. Il s'appelait alors Walter-Simon-Platz. Parce qu'il était juif, le parti nazi l'a renommé Erich-Koch-Platz en 1933. La ville est devenue russe après la Seconde Guerre mondiale.